# Fabio Felline
Fabio Felline (født 29. marts 1990 i Torino) er en cykelrytter fra Italien, der kører for MBH Bank Ballan CSB.